# Iuliu Maniu
Iuliu Maniu (né à Șimleu Silvaniei, le 8 janvier 1873 et mort à Sighet le 5 février 1953) est un homme politique roumain, député au parlement de Budapest (en tant que député de Transylvanie, alors partie intégrante de l'Autriche-Hongrie).
Il est président du Conseil des ministres du royaume de Roumanie à trois reprises et président du Parti national paysan qu'il cofonde avec Ion Mihalache.
Il est détenu pour raisons politiques dès 1947 par le régime communiste. Il meurt à la prison de Sighet. Nicolae Carandino qui partage sa cellule a consigné le testament politique et spirituel de Maniu dans ses mémoires.
Membre honoraire de l'Académie roumaine (1919).